# Temporada 2015 del fútbol venezolano
La Temporada 2015 del fútbol venezolano abarca todas las actividades relativas a campeonatos de fútbol profesional, nacionales e internacionales, disputados por clubes venezolanos, y por las selecciones nacionales de este país, en sus diversas categorías, durante el 2015.
| Categoría              | Campeonato                                              | Campeón |
| ---------------------- | ------------------------------------------------------- | --- |
| Primera                | Adecuación 2015                                         | Zamora FC |
| Segunda                | Torneo de Adecuación 2015 (Segunda División Venezolana) | - UCV FC (Grupo Central) - Monagas SC (Grupo Oriental) - Atlético Socopó FC (Grupo Occidental) |
| Segunda                | Serie de Ascenso 2015                                   | Monagas SC |
| Segunda                | Torneo de Promoción y Permanencia 2015                  | - Petroleros de Anzoátegui FC (Grupo Oriental) - Caracas FC B (Grupo Central I) - Zamora FC B (Grupo Central II) - Potros de Barinas FC (Grupo Occidental)                                                             |
| Tercera                | Torneo de Adecuación 2015 (Tercera División Venezolana) | - Minasoro FC (Grupo Oriental) - Caracas FC B (Grupo Central) - Carabobo FC B (Grupo Central II) - Madeira Club Lara (Grupo Occidental) - Zamora FC B (Grupo Occidental I) - Deportivo Táchira B (Grupo Occidental II) |
| Tercera                | Torneo Nivelación 2015                                  | - ?? (Grupo Oriental) - ?? (Grupo Centro-Occidental) - ?? (Grupo Central) - ?? (Grupo Occidental I) - ?? (Grupo Occidental II)                                                                                         |
| Copa Venezuela         | Copa Venezuela 2015                                     | Deportivo La Guaira |
| Liga Nacional Femenino | Liga Nacional de Fútbol Femenino 2014-15                | Estudiantes de Guárico |